# Вега, Алексис
Эрне́сто Але́ксис Ве́га Ро́хас (исп. Ernesto Alexis Vega Rojas; род. 25 ноября 1997, Куаутемок) — мексиканский футболист, нападающий клуба «Толука» и сборной Мексики. Бронзовый призёр Олимпийских игр 2020 года в Токио.

## Клубная карьера
Вега — воспитанник клуба «Толука». 28 февраля 2016 года в матче против «Пачуки» он дебютировал в мексиканской Примере, заменив во втором тайме Кристиана Куэву. 6 апреля в поединке Кубка Либертадорес против эквадорского ЛДУ Кито Алексис забил свой первый гол за «Толуку». 16 апреля в матче против «Веракрус» он сделал «дубль», забив свои первые мячи в чемпионате.

## Карьера в сборной
Летом 2019 года был вызван в сборную для участия в Золотом кубке КОНКАКАФ. В первом матче в групповом раунде против сборной Кубы забил гол на 74-й минуте и вместе с командой добился победы со счётом 7:0.